# Le Chevalier d'Harmental
Le Chevalier d’Harmental est le premier grand roman historique d'Alexandre Dumas, publié en 1842, dans la revue Le Siècle. Ce roman, écrit en collaboration avec Auguste Maquet, met en scène la conspiration de Cellamare, conspiration d'une partie de la noblesse contre le régent de France Philippe d'Orléans.

## Adaptations
- 1966 : Le Chevalier d'Harmental, feuilleton télévisé de Jean-Pierre Decourt, avec Jacques Destoop, Nadine Alari et Michel Beaune
- 1977 : L'Enlèvement du régent : Le Chevalier d'Harmental, téléfilm de Gérard Vergez, avec Daniel Auteuil, Paul Crauchet et Patrick Raynal

## Musique
- Le Chevalier d'Harmental, opéra d'André Messager créé à l'Opéra-Comique le 5 mai 1896.